# Chiaffredo Belliardi
Chiaffredo Belliardi (Roccabruna, 18 febbraio 1895 – 31 marzo 1972) è stato un politico e partigiano italiano, eletto nella I legislatura alla Camera dei deputati.

## Biografia
Durante la Resistenza fu presidente del comitato direttivo della proclamata Repubblica di Val Maira, composto da un triumvirato con rappresentanza socialista, comunista e azionista.
Esponente del Partito Socialista Italiano, dopo la scissione di Palazzo Barberini aderirà al Partito Socialista Democratico Italiano, con cui viene eletto alla Camera dei Deputati nel 1948, per la prima legislatura repubblicana, rimanendo in carica fino al 1953.
Muore il 31 marzo del 1972 all'età di 77 anni.